# Melissoptila renatoi
Melissoptila renatoi är en biart som beskrevs av Urban 1998. Melissoptila renatoi ingår i släktet Melissoptila och familjen långtungebin. Inga underarter finns listade i Catalogue of Life.